# 香港華美粵海酒店
香港粵海華美灣際酒店（英語：Wharney Hotel (Hong Kong)），為香港的一間4星級酒店，位處於香港島灣仔駱克道57-73號，鄰近港鐵灣仔站，酒店於1981年開幕，並在2007及2020年裝修，共提供356間客房，包括349間寬敞舒適的客房，以及7間豪華套房，由粵海(國際)酒店管理集團有限公司管理。亦是榮獲ISO 9001品質保證書的酒店。

## 酒店設施
- 健身中心
- 室外泳池
- 會議室
- 日光浴場
- 托兒服務
- 酒廊
- 餐廳
- 停車場

## 餐廳
- 家全七福酒家 (中菜-粵菜)
- 湘舍壹號 (中菜-湘菜)

## 參看
- 香港酒店列表
- 香港粵海酒店
- 粵海(國際)酒店管理集團有限公司

## 外部連結
- 香港华美粤海酒店[永久]
- 香港華美粵海酒店 （页面存档备份，存于）